# Squalus suckleyi
Squalus suckleyi is een vissensoort uit de familie van de doornhaaien (Squalidae). De wetenschappelijke naam van de soort is voor het eerst geldig gepubliceerd in 1855 door Girard.